# WWAA
WWAA – polska pracownia architektoniczna z Warszawy, którą założyli Natalia Paszkowska i Marcin Mostafa w 2007. Autor m.in. Pawilonu Polskiego na Expo 2010 w Szanghaju oraz Domu Kultury w Warszawie. 

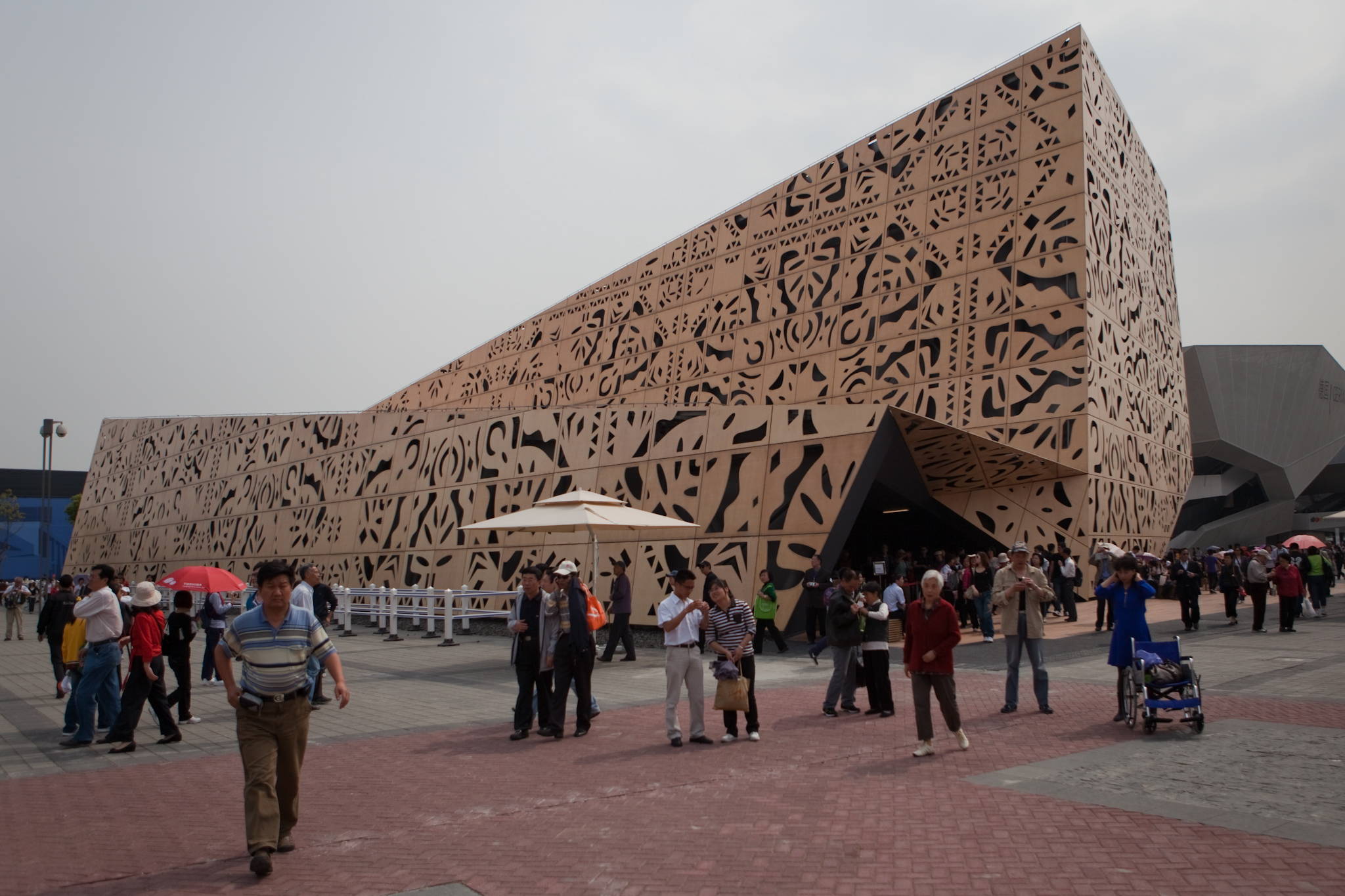
Pawilon Polski na Expo 2010 o bryle inspirowanej kurpiowską wycinanką